# Pîrîta
Pîrîta (także według ortografii rumuńskiej Pârâta) – wieś w Mołdawii, w rejonie Dubosary, na lewym brzegu Dniestru.

## Historia
Miejscowość wzmiankowana po raz pierwszy w okresie między rokiem 1769 a 1774.
Po walkach o Dubosary, stoczonych w lutym-marcu 1992 r. w czasie wojny o Naddniestrze, Pîrîta stała się jedną z kilku miejscowości rejonu Dubosary, które, chociaż położone na lewym brzegu Dniestru, uznają zwierzchność władz mołdawskich w Kiszyniowie. We wsi 5 marca miał miejsce mityng mołdawskich nacjonalistów, którzy zaatakowali następnie oddziały separatystów naddniestrzańskich. Mimo to władze Naddniestrza na publikowanych przez siebie mapach traktują Pîrîtę jako część swojego nieuznawanego państwa.
W 2007 r. we wsi rozpoczęto budowę cerkwi św. Michała Archanioła, w dekanacie Criuleni i Dubosar eparchii kiszyniowskiej Mołdawskiego Kościoła Prawosławnego.
We wsi znajduje się posterunek rosyjskich sił pokojowych stacjonujących w Naddniestrzu, kontrolujących most na Dniestrze prowadzący do miejscowości Vadul lui Voda na prawym brzegu rzeki. W 2012 r. w miejscu tym wydarzył się incydent - żołnierz rosyjskich sił pokojowych śmiertelnie ranił mężczyznę, który nie zatrzymał samochodu do kontroli. Premier Mołdawii Vlad Filat wezwał do wspólnego zbadania sprawy przez prokuraturę mołdawską i przez Rosję. Reakcją na śmierć Mołdawianina były protesty w pobliżu miejsca, gdzie został postrzelony, oraz przed rosyjską ambasadą w Bukareszcie. Na pogrzeb mężczyzny, jaki odbył się w Pîrîcie, państwo mołdawskie przekazało 100 tys. lejów mołdawskich.
Wieś położona jest w odległości 18 km na północny wschód od Kiszyniowa i 25 km od Dubosar (znajdujących się de facto pod zarządem naddniestrzańskim).

## Demografia
Spis ludności w Mołdawii w 2004 r. wykazał, iż w Pîrîcie żyło 3415 osób, z czego 97,60% zadeklarowało narodowość mołdawską, 1,29% – rosyjską, a poniżej jednego procenta ukraińską, gagauską, bułgarską lub inną.